# Symbiopsis lenitas
Symbiopsis lenitas är en fjärilsart som beskrevs av Druce 1907. Symbiopsis lenitas ingår i släktet Symbiopsis och familjen juvelvingar. Inga underarter finns listade i Catalogue of Life.